# 王宣 (正統壬戌進士)
王宣（1408年—？年），字明理，河南衛輝府淇縣人，明朝政治人物。

## 生平
十一月十八日生，治《詩經》，由縣學生中式河南鄉試第四十三名舉人，會試中式第四十六名。年三十五歲中式正統七年壬戌科第三甲第七十八名進士。授吏科給事中，累官四川參議。

## 家族
曾祖王賢；祖王能；父王忠；母劉氏。具慶下。
行一，弟宏；寧。
妻崔氏。